# Colias canadensis
Espèce
Colias canadensis est une espèce d'insectes lépidoptères de la famille des Pieridae, de la sous-famille des Coliadinae et du genre Colias.

## Répartition
Colias canadensis est présent dans l'extrême nord-ouest de l'Amérique du Nord, en Alaska et au Canada dans le Yukon, l'Alberta et la Colombie-Britannique.

### Biotope
Colias canadensis réside dans les forêts clairsemées de la taïga et de la toundra.

## Description
Colias canadensis est un papillon de taille moyenne (son envergure varie de 32 à 47 mm), d'une couleur jaune orangé pâle à bordure étroite avec une très petite tache discoïdale au centre de l'aile antérieure et une tache orange plus ou moins marquée sur l'aile postérieure et sur le revers forme une tache blanche cernée de rouge.
Les femelles sont de couleur blanche ou orange pâle avec une large bordure foncée.

### Chenille
Les stades immatures ne sont pas connus.

## Biologie

### Période de vol et hivernation
Colias canadensis vole de mai à août, en une seule génération.

### Plantes hôtes
Les plantes hôtes de sa chenille sont des légumineuses.

### Protection
Pas de statut de protection particulier.

## Classification
Le nom valide complet (avec auteur) de ce taxon est Colias canadensis Ferris (d), 1982.
D'abord décrite comme Colias hecla canadensis, une sous-espèce de Colias hecla, Colias canadensis a été élevée au rang d'espèce, mais certains pensent que c'est une sous-espèce de Colias tyche.
Colias canadensis se nomme Canada Sulphur en anglais.

### Étymologie
Son épithète spécifique, composée de canad[a] et du suffixe latin -ensis, « qui vit dans, qui habite », lui a été donnée en référence à sa localité type, la Colombie-Britannique au Canada. 

### Publication originale
- (en) Clifford D. Ferris, « Revision of the North American Colias hecla Lefebvre (Pieridae: Coliadinae) », Bulletin of the Allyn Museum, vol. 71,‎ 10 juin 1982, p. 1-19 (ISSN 0097-3211, lire en ligne).